# Stazione di Serramanna-Nuraminis
La stazione di Serramanna-Nuraminis, già stazione di Serramanna, è una stazione ferroviaria nel comune di Serramanna, al servizio di quest'ultimo centro e di quello di Nuraminis, lungo la ferrovia Cagliari-Golfo Aranci.

## Storia
Realizzata tra gli anni sessanta ed i settanta dell'Ottocento dalla Compagnia Reale delle Ferrovie Sarde, che ne fu anche il primo gestore, la stazione fu inaugurata il 4 settembre 1871, quando venne aperto al transito il tronco Villasor-San Gavino Monreale, il secondo pezzo della linea che una volta completata avrebbe collegato Cagliari con Golfo Aranci. Inizialmente la struttura era identificata col solo nome dell'abitato di Serramanna, nella cui zona ovest è situata la stazione, ma nei primi decenni del Novecento fu adottata la doppia denominazione da allora in uso, inserendo il nome del limitrofo comune di Nuraminis, distante circa 8 km dallo scalo.

La stazione negli anni trenta del Novecento, col fabbricato viaggiatori nella configurazione originaria.

Nel 1920 la stazione passò alla gestione delle Ferrovie dello Stato, dal 2001 tramite la società controllata RFI. Nell'ultima parte degli anni ottanta lo scalo fu attrezzato con catenarie per l'alimentazione elettrica, in quanto compreso nel tronco di prova Villasor-Sanluri Stato per la sperimentazione del progetto, poi abortito, di elettrificazione a corrente alternata della rete FS sarda.
A partire dall'estate 2005 lo scalo è stata interessato ai lavori per la realizzazione del raddoppio della linea tra Decimomannu e la nuova stazione di San Gavino Monreale. I lavori hanno portato all'adattamento di binari (ridotti a 2) e banchine e alla realizzazione di un sottopassaggio pedonale e ciclabile per adeguare l'impianto al funzionamento su linea a doppio binario.

## Strutture e impianti
La stazione di Serramanna-Nuraminis si trova lungo la ferrovia Cagliari-Golfo Aranci, nel tratto a doppio binario compreso tra il capoluogo regionale e San Gavino Monreale, ed è attiva per il solo servizio viaggiatori. A livello infrastrutturale la stazione al 2015 è attrezzata con due binari passanti ognuno dotato di una propria banchina.
Tuttavia in passato il numero dei binari era maggiore (3 dinanzi al fabbricato viaggiatori, di cui uno tronco), e nella parte sud dell'impianto era presente uno scalo merci, la cui area è stata in seguito impiegata per la costruzione di un sottopassaggio stradale. Anche il piazzale a ovest del binario 3 dopo la ristrutturazione degli anni duemila è stato destinato ad altri usi, nello specifico per un parcheggio e per gli accessi al sottopassaggio ciclabile e pedonale che permette l'attraversamento dei binari.
L'edificio principale della stazione è il fabbricato viaggiatori, più volte modificato nel corso dei decenni, che al 2015 comprende un edificio a pianta rettangolare e forma allungata, comprendente un blocco su due piani (con tetto a falde) con un corpo annesso a sud sul singolo piano terra, consistente in quello che sino al secondo dopoguerra era il magazzino merci dell'impianto. Il fabbricato viaggiatori ospita i principali servizi all'utenza; a pochi metri a nord dell'edificio è inoltre presente un passaggio a livello lungo la locale via Matteotti.
La gestione del movimento nell'impianto non avviene in loco, ma a Cagliari, ad opera del locale DCO, l'impianto inoltre non è presenziato.

## Movimento
Lo scalo è raggiunto dai treni regionali di Trenitalia espletati per conto della Regione Autonoma della Sardegna, colleganti la stazione con gli altri impianti presenti lungo la Cagliari-Golfo Aranci e nel Sassarese.

## Servizi
La stazione è classificata in categoria "silver" da RFI, ed è accessibile all'utenza con disabilità di tipo motorio, visivo ed uditivo. Dal punto di vista dei servizi, l'accesso ai treni è garantito da due banchine poste in posizione periferica ai binari, di cui quella del binario 1 attigua al fabbricato viaggiatori, collegate tramite sottopassaggio pedonale. Nel fabbricato viaggiatori sono ospitati alcuni servizi all'utenza, tra cui una biglietteria automatica; quest'ultima ha sostituito la biglietteria a sportello presente in origine nello scalo.
- Biglietteria automatica
- Sala d'attesa
- Servizi igienici